# Limnephilus biparta
Limnephilus biparta är en nattsländeart som beskrevs av Denning in Denning och Sykora 1966. Limnephilus biparta ingår i släktet Limnephilus och familjen husmasknattsländor. Inga underarter finns listade i Catalogue of Life.